# ラプソディ (宝塚歌劇)
『ラプソディ』は宝塚歌劇団の作品。

## 月組　宝塚大劇場公演
正式タイトルは『ラプソディ -ハンガリア物語-』。
形式名は「ミュージカル・プレイ」。17場。
1968年4月27日から5月30日まで公演。
舞台上に本物の馬が登場した。
併演は『牛飼い童子』。

### ストーリー
※宝塚歌劇100年史の舞台編を参考にした。
近衛中尉のフレンツとお針子のエミリアは愛し合っていたが、それを妬んだ連隊長の娘によって離れ離れになる。フレンツの帰りを待つエミリアは、彼に馬を贈るために無理をして働き、倒れてしまう。

### スタッフ
- 作・演出：内海重典
- 音楽：入江薫、寺田瀧雄、吉崎憲治
- 音楽指揮：溝口堯
- 振付：河上五郎、岡正躬、鈴木武
- 装置：渡辺正男
- 衣装：小西松茂、静間潮太郎、任田幾英
- 照明：今井直次
- 小道具：生島道正
- 効果：村上茂
- 録音：松永浩志
- 演出補：阿古健、柴田侑宏
- 製作：野田浜之助

出典

### 主な出演者
- エミリア：八汐路まり
- フレンツ中尉：古城都
- 連隊長：美山しぐれ
- アンナ夫人：恵さかえ
- ランバート大尉：千波淳
- イルコ：笹潤子
- アデリエ：雛とも子
- ソフィ：大海竜子
- カロリーネ：千草美景
- ルルジャ：清はるみ
- ヤスーノ伍長：大滝子
- アンドリール少尉：榛名由梨
- リザ：竹生沙由里

出典

## 月組 新宿コマ劇場公演
公演期間は1971年5月2日から5月28日まで。
併演は『タイム・マップ』。
主なスタッフに内海重典がいる。
出典

## 主な楽曲
- 白いライラックの花は咲く

作詞 内海重典 作曲 河崎一朗 編曲 中元清純
主な収録(録音)など
- 「白いライラックの花は咲く/君を想いて」(EPレコード)(コロムビア・タカラジェンヌ・カラーレコード(TBC))

歌唱 古城都
- ミュージカルCD 宝塚歌劇団/内海重典 宝塚歌劇作品集～ファイン・ロマンス (TCAC-129 2枚組 宝塚クリエイティブアーツ 他)「ラプソディ～ハンガリア物語～」 春のハンガリア|白いライラックの花は咲く|君を想いて(実況|Best Scene)収録
- 「花と愛のたからづか ブーケ・ド・タカラヅカ」(LP（カラー）レコード/TP-60484-86)3枚組に収録

歌唱 峰さを理
- ’84TMP音楽祭　宝塚70年を歌う　第26回宝塚ミラーボール（宝塚歌劇実況LPレコード）歌唱 麻実れい
- 84TMP音楽祭　宝塚70年を歌う((ライブ)/ビデオ)

歌唱 麻実れい
- 「花と愛のたからづか」 (CD/EMIミュージック・ジャパン/TOCT-5935-6）2枚組に収録
- 「花と愛のたからづかⅡ すみれの花咲く頃/愛あればこそ」(CD/東芝EMI) 9曲目 歌唱 峰さを理